# Stolephorus insularis
Stolephorus insularis is een straalvinnige vis uit de familie van de ansjovissen (Engraulidae) en behoort derhalve tot de orde van haringachtigen (Clupeiformes). De vis kan een lengte bereiken van 8 centimeter. 

## Leefomgeving
De soort komt in zeewater en brak water voor. De vis prefereert een tropisch klimaat en komt voor in de Grote en Indische Oceaan.

## Relatie tot de mens
Stolephorus insularis is voor de visserij van aanzienlijk commercieel belang. In de hengelsport wordt er weinig op de vis gejaagd. 